# Штольберг-Рослаське графство
Штольберг-Рослаське графство (нім. Grafschaft Stolberg-Roßla) — графство Священної Римської імперії зі столицею в колишньому муніципалітеті Росла, що зараз має статус селища і входить до землі Саксонія-Ангальт, Німеччина.
Землі графства належали та контролювалися династією Штольбергів з 1341 до 1803 року. Штольберг-Рослаське графство постало в 1706 році в результаті відокремлення від Штольберг-Штольберзького графства частини земель зі столицею в Рослі. В 1803 році приєднано до Саксонського курфюрства.